# Thomas Almeida
Thomas Guimarães Almeida, född 31 juli 1991 i São Paulo, är en brasiliansk MMA-utövare som sedan 2014 tävlar i organisationen Ultimate Fighting Championship.